# Прайор, Мэтью
Мэтью Прайор (Matthew Prior; 21 июля 1664 — 18 сентября 1721) — английский дипломат и поэт.

## Биография
Родился в нонконформистской семье, начал обучение в Вестминтерской школе, но после смерти отца был вынужден оставить обучение и поступил учеником к своему дяде-виноделу. С детства увлекался стихосложением; одну из его од услышал граф Дорсет, ставший покровителем юноши и оплативший продолжение его обучение в Вестминстере. Там он познакомился и подружился с Чарльзом Монтегю, позже графом Галифаксом; чтобы не расставаться с ним, согласился с волей своего патрона и поступил в Кембриджский университет. Будучи студентом, сочинил вместе с Монтегю направленную против Драйдена басню «The city mouse and Country mouse». На дипломатическую службу поступил спустя три года после окончания Кембриджа.
Принимал участие в конгрессах Гаагском (1691) и Риквикском (1697); несколько раз ездил с дипломатическими поручениями в Париж, поскольку хорошо владел французским языком; писал в этот период мало. После возвращения из Франции стал заместителем министра иностранных дел и министром торговли. При королеве Анне поддерживал партию тори; после прихода её к власти в 1710 году до конца жизни королевы Анны играл важную роль во всех переговорах с французским двором. После смерти королевы, воцарения Георга I и возвращения к власти партии вигов Прайор был привлечён к ответственности за участие в планах лорда Оксфорда и в переговорах по Утрехтскому миру и оставался в заключении два года (с 1715 по 1717). В тюрьме активно занимался творчеством. После освобождения отошёл от политики, последние годы провёл в Кембриджшире.
Написал много стихотворений, од, эпиграмм, оценивавшихся современниками и потомками в основном положительно. Авторы ЭСБЕ отмечали в них «остроумие и вкус», а стиль Прайора, по их мнению, «изящен и лёгок, но ему недостает силы и яркости выражений». Кроме двух больших дидактических поэм «Salomon» и «Alma», известны его рассказы «Protogenes a. Apelles» и «Paulo Purganti». Издания его произведений: «Poetical Works» (1791, 1835 — с биографией Митфорда, 1858 — с биографией Джильфиллана) и «Selected Poems» (1890).